# Paupera Ferenc
Paupera Ferenc, Paupera Ferenc Ottó Jakab József (Budapest, 1876. május 30. – Budapest, 1943. május 23.) magyar kincstári főtanácsos, bankigazgató, 1929 és 1932 között Bajor Gizi színésznő férje.

## Életútja
Paupera Ferenc és Kaiser Lujza (Ludovika) fiaként született. 1911-ben egyik alapítója volt a Földhitelbank Rt.-nek, később betöltötte annak vezérigazgatói, majd elnöki posztját. A Földhitelbank Rt. Paupera nagyarányú tőzsdespekulációja és veszteségei miatt 1929-ben fizetésképtelenné vált, összeomlott és felszámolt. Paupera ellen bűnvádi eljárás indult, mely azonban nem járt büntetőjogi következményekkel őrá nézve. 1922-ben pártonkívüli volt, majd 1926-tól nemzetgyűlési képviselő egységes párti programmal, valamint országgyűlési képviselő. A Magyar-Cseh Kereskedelmi Kamarának elnöke, a Nemzetközi Kamarák Szövetsége magyar csoportjának alelnöke, a Budapesti Áru- és Értéktőzsde tanácsának tagja volt. 1929. március 12-én Budapesten, az Erzsébetvárosban feleségül vette Bajor Gizi színésznőt. 1932-ben elváltak. Később házasságot kötött Janssen Jennyvel (Eugénia). Halálát szívizomelfajulás okozta.